# 血と灰の女王
『血と灰の女王』（ちとはいのじょおう）は、バコハジメによる日本の漫画作品。作風はダークホラーバトルである。『マンガワン』（小学館）にて2016年12月30日から2025年5月13日まで、『裏サンデー』（小学館）にて2017年1月6日から連載が開始された。富士山の噴火から4か月後の日本を舞台に、その火山灰を浴びて吸血鬼化した人間の戦いを描く。

## 設定
ヴァンパイア
富士山の火山灰を浴びて、その影響で人智を超越した力を手に入れた人間。夜になると化物の姿に変身し、身体能力が強化される。また、雷や炎の放出や、物質の操作といった能力を一人につき一種類ずつ持つ。また、能力とは別に、翼や爪、武器などの変身体に付属する装備を持つが、善や立花など、それを持たないヴァンパイアも存在する。そのようなヴァンパイアは代わりに基本的な身体能力が高い。変身や能力の行使ができるのは夜間のみであり、変身は日の出と同時に強制的に解除される。一般的な吸血鬼のイメージとは異なり、ニンニクや十字架は弱点にならない。
全てのヴァンパイアは高い再生能力を持ち、再生速度の個人差はあるものの、心臓以外についた傷は自然に回復する。ただし、心臓を破壊された場合は、後述する遺灰物を遺し、全身が灰となって死亡する。心臓が胸部以外の場所にあるヴァンパイアも存在する。また、昼間にヴァンパイア同士が殺し合うことは不可能であり、殺意をもった状態で相手を攻撃しようとすれば、その当人は即座に全身が崩壊して死亡する。ほとんどのヴァンパイアは、欲望のままに殺人や人肉食を行い、無力な一般人を蹂躙している。
ヴァンパイアの強さは、本人の素質、摂取した遺灰物の数と質、吸血による一時的な強化、ヴァンパイアとして覚醒した後の経過日数に応じて向上する能力の肉体への適合率によって決まる。
遺灰物（クレメイン）
ヴァンパイアが死亡した後に遺す物体で、ヴァンパイアの心臓が変化したもの。ヴァンパイアは、遺灰物を捕食することで肉体が再生し、多く捕食するほどその能力が強化されていく。また、強力なヴァンパイアほど遺灰物の質が高いとされる。
遺灰物には魂の影が宿るとされており、作中で遺灰物の持ち主が力を貸す、言葉をかけるなどのシーンが多々見られる。
真祖（しんそ）
富士山が噴火する前からヴァンパイアの力を有していた人物。正確には、ヴァインパイアの王ゴアに選出され、彼に血を与えられたことでヴァンパイアとなった王候補であり、一度の戦いにおいて3名存在する。通常のヴァンパイアと比較して突出した能力を誇り、ヴァンパイアの戦争は、事実上、真祖同士の争いである。真祖と区別するため、富士山の噴火でヴァンパイアとなった者は並のヴァンパイアと称される。生物として完成した存在とされており、吸血や遺灰物の捕食による能力の強化はされず、同じ真祖の心臓を捕食することでのみより強くなる。作中で発生している戦いでは日ノ元士郎、ユーベン・ペンバートン、エデン・ワイスの3名が該当するが、実際は4人目の真祖としてドミノ・サザーランドが存在する。
創血式（そうけつしき）
ドミノが発明したヴァンパイアの能力の肉体への適合率を極めて短時間で引き上げる手法。発動には真祖2名を必要とし、一度きりかつ同時に4名までしか参加できない。創血式に参加したヴァンパイアは、自らの因縁が強い過去を模した精神世界に侵入する。その空間に存在する自身のコピーと戦って勝利すれば、創血式の成功となる。コピーとの戦闘中は闘争本能が高まり、知能が低下する傾向にある。創血式の参加者がコピーに敗北した場合は、発動した真祖の生命にも危険が及ぶ。
D・ナイト（ディー・ナイト）
並のヴァンパイアが、一夜に一度だけ放つことができる真祖に匹敵する攻撃。習得にはセンスや才能、能力の肉体への適合が必要とされる。D・ナイトの内容はヴァンパイアによって異なり、真祖級の力を敵に放つタイプと、ヴァンパイア本人や環境に作用するタイプの2種に大別される。前者が発現するには強い意志が必要であり、真祖の肉体を傷つけられる強力な攻撃や、真祖を一定時間無力化できる技などがある。後者は生存本能だけで発現する場合もある。
Re・ベイキング（リベイキング）
真祖が自身の能力値を再配分し、一対一での戦闘に特化した形態になる技。作中では戴冠式というルビが振られている。ドミノが考案し、ユーベンに教えた。力の総量は変わらないため、純粋な強化ではない。欠点として、発動までに溜めの時間を必要とし、ユーベンは4時間、ドミノは2時間かかること、Re・ベイキング自体に制限時間があること（ドミノはユーベンよりも溜める時間が早いが、その分Re・ベイキング出来る時間も少ない）、防御力を捨てるため横槍に極端に弱くなることがある。Re・ベイキング中は身体のどこかに王冠型の発光体が出現し、発光体の減少がRe・ベイキングの残り時間を示す。

## 主な登場人物

### チームドミノ
ドミノ・サザーランド
本作の主人公。外見は西洋系の少女であり、劇中でも美人と称される。3世紀以上の時を生きたヴァンパイアの真祖の一人。善や京児といった他のヴァンパイアを下僕と称して仲間に引き入れ、ヴァンパイア同士の戦争を勝ち上がり、世界の支配を目論む。誰に対しても基本的に高圧的な態度を取るが、他者の長所を見抜く観察眼を持ち、悪人を独断で裁く堂島正や民間人に手をかけた燦然党党員を嫌悪するなどの良識も持つ。
変身体は悪魔やコウモリを想起させる風貌で、露出度が高いことから痴女と呼ばれることもある。装備の触角から放出する超音波による高精度の索敵が可能。能力は大きくも小さくもなれる見えない手による念動力で、目視した物体を触れずに操作することができる。能力値の大半を索敵と精度に割り振っており、一見した戦闘力は他の真祖よりも低い。これにより数十人の民間人を瓦礫の中から救ったり、猛毒に侵された多数の民間人を解毒したりするなど、人命救助に特化したヴァンパイアとなっている。
Re・ベイキングの開発者であり、ユーベンにRe・ベイキングを教えた本人。Re・ベイキング後の変身体は露出や人間らしさの少ないものとなる。能力値の大半を攻撃・速度・再生に割り振っており、真祖2体分の力を取り込んだ日ノ元とも対等に渡り合うことができる。従来は索敵に用いていた超音波を音波による攻撃として、念動力を手から放つ「魔弾」に譬えられるほど強力な攻撃として使用する。また、他の真祖と異なり、Re・ベイキングした変身体を戦闘方法に合わせてさらに変形することができる。
真祖でありながら遺灰物を捕食する場面があること（真祖は真祖以外のヴァンパイアをいくら食べようと強くはなれない）、本来ならば存在しえない四人目の真祖であること、能力値の総量が他の真祖と比較しても桁外れに高い（普通の真祖は技量やステータスの配分を除き、強さは横並びになる）など、謎が多い。
佐神 善（さがみ ぜん）
もう一人の主人公であり、本作は主に彼の心理描写に沿って進行する。高校に通う少年で、およそ戦闘には不向きな優しい性格の持ち主。些細な事象から物事の本質を読み取るなど、高い観察眼を持つ。世話をしていた猫を巡ってヴァンパイアの戦争に巻き込まれ、ヴァンパイアとして覚醒したところをドミノに拾われ下僕2号となる。ドミノの部下の中では良心的かつ温和な性格だが、ヴァンパイア化すると格上相手でも躊躇なく闘いを挑み、また、その人命を尊重する性格に反し、真祖すらも戦慄するほどの殺意と闘争心を発する。他にも「（善を）殺したらまずいことが起きる」と言及されたり、ヴァンパイアの中でも異質な能力や、主要人物の中でもとりわけ謎が多い。京児やドミノからは尽きることのないその闘争心を称賛されているが、一部の人物からはあまりに性格とかけ離れた本質から、得体が知れない、気味が悪いなどと評されている。また料理が壊滅的に苦手であり、見た目は普通だが味は七原曰く「血生臭い泥」で、本人はそのことに自覚的ではない。
変身体はマントを羽織った怪人のような風貌。優れた身体能力と、能力と勘違いされるほどの群を抜いた再生速度、先述した闘争心も合わさって肉体的にも精神的にも無尽蔵のスタミナを誇る。ドミノ曰く、「わかりやすく強い」ヴァンパイア。能力は高速再生と考えられていたが、後に「捕食したヴァンパイアの姿形および能力の模倣（コピー）」を発現した。これにより、翼・棘の付いた触手・盾・レーダー・銃器・ナイフといった、捕食したヴァンパイアの装備に加えてクレタの分裂体や堂島の万物両断を使う。能力をコピーする際にはクレタや堂島に似た外見に変化する。D・ナイトも模倣が可能で、加えて初回の発現であったのにも関わらず完成されてた。
その正体は、地球の内核である炎を越え、海の底からやってきた、真祖の上位に位置する捕食者の頂点。およびにゴアと呼ばれる生物と等しい存在である。ゴアとは心臓を共有しており、心臓から伸びた２つの芽がそれぞれ善とゴアであるとされている。前述した観察眼の高さ、味覚の異常、模倣の能力は個人の資質やヴァンパイアの能力というよりも生物の生態に近く（様々な生物や姿に自身を変え、成り代わるためと推測される）、5歳の時に船上で死亡した本物の佐神善になり代わり、しかしそれに気づかずに今日までを生きてきた。創血式や他のヴァンパイアの捕食を経てゴアへと近づくにつれ、複数の模倣や劣化コピーどころか本体を上回る出力、さらにはD・ナイトの連発すらも可能になった。前述したコピー能力も、全てのヴァンパイアのオリジナルであるゴアの能力の一部であることが判明した。本来の能力はゴアと同じく火山操作。ただし、あくまで人命を優先する善は大勢を巻き込む地殻変動やマグマの噴出は使わない。そもそもがヴァンパイアではないため昼夜を問わず変身が可能であり、本来は助かるはずのない心臓に傷を負ったヴァンパイアを延命させる、などの未知数の力を幾つも持っている。ゴアと同じく本当の心臓が身体の内側にないため、D・ナイトの直撃を始め、身体のほとんどを消しとばされる攻撃にも耐えるほどの不死生を持つ。代わりに、陽光を浴びると身体が崩れるという欠点がある。

本来であれば停止するはずの心臓が堂島正により治療されたため、永らく人としての存在を保てていたが、エデンとの最終決戦の際にドミノを救う為に自身の心臓を譲り渡し、ゴアへと変じた。

能力
高速再生
最初に自身の能力だと考えていた力。他のヴァンパイアよりも早く肉体が再生し、位置を把握していれば切断された部位も呼び戻し直すことが可能となる。

肉体変化
遺灰物を捕食した相手の装備を自身の肉体に適応する能力。索敵、武装、移動など様々な変化を可能とする。

模倣
佐神善の持つ真の能力。
捕食した相手の装備だけでなく相手の能力すらもコピー可能となる。初期では模倣した相手の能力の完全下位互換であったが、創血式、自身の成長に伴いオリジナルを超えた。
能力まで模倣可能なのは加納マルタの分裂体と堂島正の万物両断の二種類である。

しかし、実際には善が他のヴァンパイアの能力を模倣していたのではなく、他のヴァンパイアが起源である善の能力の一部を使用していたと判明する。

D•ナイト
コウモリマワール
超高速高密度の分裂体を旋回させ盾にする。
スグナオール
致命傷を受けても即座に全快できる。

狩野 京児（かりの きょうじ）
善の親友である狩野京介の兄にして、ドミノの下僕1号である大学生。戦闘のセンスがずば抜けて高く、さらには人間であった頃から生まれ持った性として喧嘩や犯罪に長け、それらに明け暮れていた。「人間を殺せば社会的弱者になる」という理由で殺人だけは行っていなかったが、ヴァンパイアとして覚醒してからは、咎められないのを良いことに、他のヴァンパイアに対しては殺害に拷問、さらには強姦したりとやりたい放題に楽しんでいる。極めて嗜虐心の強い性格で、敵はおろかゴールデンパーム等の同盟相手からもかなり嫌われている。反面、強い理性をドミノから高く評価されており、初めてヴァンパイア化した夜でも正気を保っていた。残虐かつ残忍な人物ではあるが、子供にだけは優しいという一面を持つ。
変身体は全身に棘が生えた黒い悪魔のような姿で、頑丈な装甲を持つ分再生力が低い。装備として尖った尾を持ち、感情表現や攻撃の手段となる。

能力
電撃
主に指や手から放つ電撃によって攻撃する。攻撃には一定時間の充電が必要であり、連発はできない。
フラッシュバンのように目眩しにも使用可能

黒雷(ネグロボルト)
創血式により発現した能力。京児の思う形状を維持し触れると激痛が走る黒い雷を操作可能。

D・ナイト:天から地へ(バベル)
黒い電撃を打ち上げ、落下させるまでの貯め時間に比例して威力が増大する
バベルはチャージ型のD・ナイトであり、威力はフルチャージで30億kwh(日本の1日に消費する電力に匹敵)。

七原 健（ななはら けん）
善の小学生時代の級友である少年。貧困家庭に育ち、給食費を盗むなどの犯罪行為に走らざるを得ず、全ての者が能力で公平に評価されるという燦然党の方針に惹かれ、日ノ元に自分のような弱者を救済することを条件に燦然党に加わる。そのため、ドミノを擁する善とは一度衝突したものの、後に燦然党の実態に気付いて離反し、それ以降は下僕3号としてチームドミノに迎え入れられる。
変身体は狼男の姿だが、劇中では犬と勘違いされたり、極端にデフォルメされた描写が多く見られる。装備として手の甲から生える爪と強い嗅覚を持つ。能力は「加速」で、あくまで直線距離に限定されるものの、超高速での移動が可能。後に、「加速させる」ことが可能な能力であることが判明する。自身に限らず、彼が触れているあらゆる人や物を加速させることができる。これにより、集団での高速移動や、味方の攻撃を加速して威力を増大させることができる。ただし、真祖を加速すると、本人に過度の負担がかかる。基本的には格上であればあるほど「重く」なるようであり、ゴアとして覚醒した存在であれば加速させることすらできないという描写がある。作中でも最強の能力とされており、「真祖にもっとも近いヴァンパイア」とまで言われるが、「自分より弱い相手を攻撃できない」という性格の甘さが弱点として指摘されており、隙を見せてしまうことも多い。
創血式により、真っすぐに加速する従来の「直線加速（ダッシュ）」に加え、七原本人のみの動きを3分間3倍に加速する「常時加速（ブースト）」と、それらを応用した「三大奥義」を獲得した。
奥義
第一奥義加速分身（ドリフト）
複数の残像効果を利用して分身し、相手を撹乱しながら攻撃する。
第二奥義: 加速領域（フィールド・オブ・ウルフ）
円形の領域を作り出し、その中にいる者であれば七原が直接触れずに加速できる。大きな領域を展開するためには相応の時間を必要とする。
第三奥義：強制加速（アクセル）
加速領域内に入った相手の動きを無理やり加速させ、後方の壁に叩きつけるといったカウンターを行う。
最終奥義: 最終加速（ファイナルウルフ）
自身の速度だけでなく、膂力や再生といったあらゆるものを加速する。非常に強力だが、その日に使えるヴアンパイアの力さえも加速させてしまうため、長時間使用すると変身を維持できなくなる。
D・ナイト
真・加速
自身の存在そのものを加速させ、真祖へと変身させる。
全ての能力値が大幅に上昇しているが、あくまで元の能力値を参照にして真祖仕様に強化しているため、七原自身の非力さも相まって真祖にしては攻撃力はかなり低い。背中にGODと書かれたタイマーが表示され、タイマーの針が一周した際に変身が解除されるため、あくまで時間制限付きの能力。
その本質は七原の能力と同じく、「加速させる」ことにある。つまりは、全てのヴァンパイアを真祖クラスへと引き上げることが可能な、極めて強力なD・ナイト。
日ノ元 明（ひのもと あきら）
後述する真祖・日ノ元士郎の娘。ショートヘアに浅黒い肌をしている。実母を殺害した父・士郎への復讐に燃える。燦然党にて拘束されていたが、堂島正に救助され、下僕4号としてチームドミノに参入した。柔軟な発想が苦手で、いわゆる「才能」がない人物とされるが努力家であり、ヴァンパイア化してからの日数が長いことに加え、幼少の頃から積み重ねた鍛錬による高い実力を持つ。
変身体はラバーのような肌に直接白い装甲を纏ったような姿で、骸骨の意匠がある。装甲の硬度・密度は非常に高い。能力は「変型」で、装甲の一部を剥離して槍や盾、弓矢などの武器に変形することができる。

能力
変形
自身の肉体の装甲を自在に変形させ、武器や盾、簡易な移動手段にし戦闘する。装甲を全て剥離することで、拘束から逃れて高速移動することもできる。高硬度の物質を生み、操作する能力は劣等感の強いものに発現しがちとされ、本来は柔軟な発想によって真価を発揮する。明は頭の固さによりその利点をあまり生かすことができていないが、彼女なりに型を崩さず、武術と複合することで力を発揮する。
また欠損した腕を能力にて一時的に代用を可能とする。

D・ナイト: 桜花一閃
真祖級の一撃を放つ弓による一閃。変形との関連がないため未完と思われる。ドミノ配下の中では最も早く発現し、ユーベンによって命名された。
小口径かつ射線がぶれないため玄ノ進の能力、接続と併用する事によりD・ナイトの擬似連射が可能。

ドミネコ
親を失って路頭に迷っていたところをドミノに拾われ、下僕0号とされた猫。コミカルな役回りが多いが、日ノ元士郎からは忠猫と評価されている。善曰く、エキゾチックショートヘアと別種のミックス。

### 燦然党（さんぜんとう）
日ノ元 士郎（ひのもと しろう）
日ノ元家当主かつ元国会議員にして、ドミノと同格の数少ない真祖の一人。万人が能力により等しく公平に評価される社会の創造を目標に掲げ、高いカリスマ性を以て燦然党を発足する。熱血漢であり、その熱量で燦然党党員を感化した。当初は大きな目標を掲げる善人として描写されていたが、その思想の根底には能力による人民の差別が隠れており、ヴァンパイアによる民間人の虐殺を容認し、部下を使い捨てにするなど非道な一面も持つ。変身体は、光り輝く仁王のような外見で、光に似た熱を操る能力を持ち、それを利用した極めて威力の高い熱線を放ったり、全身に纏うことで攻防一体の鎧にすることもできる。ユーベンを下した後は心臓ごとその能力を取り込み、極めて高硬度の物質と光を操ることができるようになった。その力も単純に真祖２体分であり、リベイキング後のドミノとも対等に渡り合う。能力や戦闘のセンスだけではなく、幼少の頃からの戦闘訓練や度重なる実戦を経て得たその技術は長き時を生きたユーベンにすら迫る。
日ノ元とは、他国や内部から日本を陰から守るために品種改良された一族であり、士郎はその長である。必要であれば民間人を犠牲にした非道な作戦を採ることすら辞さないが、過去に日ノ元が割れて身内同士で殺し合いに発展し、ついには祖父を殺した経験から、残された一族を始めとする身内には甘く、とりわけ娘であるアキラ相手にはそれが顕著であり、それを葛からよく嗜められている。また日陰に生き、誰にも知られずに日本という国体に奉仕する役目を長らく背負わされていたためか、善や七原など、覚悟や信念を持ってだれかのために戦う人間は敵であっても高く評価する一面がある。
ドミノの甘さを知って民間人を盾にするなどの策を弄するが、最後は長い間自らの世話をした葛と、娘である明の同士討ちに動揺してしまい、散々利用したその甘さを押し切られる形でドミノに敗北する。
堂島 正（どうじま ただし）
幼少期の善を救った医師の男性。昼は反社会勢力でさえ助ける医者として働くが、夜は悪人を独断で殺害するヴァンパイアとしての一面を持つ。劇中の特撮ヒーロー・ヴィクティマンに自身をなぞらえており、他の登場人物からは歪んだ正義であると評価される。善がヴァンパイアの戦争に巻き込まれて死亡することを恐れており、彼を戦争から立ち退かせるために行動する。その過程で燦然党に拾われ、チームドミノとの共倒れを狙ってスパイ活動に走る。変身体は、作中に出てくるヒーローであるヴィクティマンに似る。手負いの京児を完封するほどの高速運動が可能であり、加えてその腕力は片腕で善を抑え込めるほどである。一般のヴァンパイアでありながら、真祖の手を斬り落とす防御不能の切れ味の剣を振るう。
殺人鬼ではあるものの、その高い正義感を買われて燦然党にドミノのスパイとして潜り込んでいたが、しかし、幾度となく敗北を重ね、真祖の恐怖を身体に刻みつけられてきた結果、士郎の非道な策を知っていながら見逃す。果てには自分が真祖の力を得るためには手段を選ばなくなり、勝つためには救おうとしていた善すらも見捨ててしまう。そして士郎との戦いで傷つき疲弊したドミノを、奇襲に近い形と、致命傷を受けても一度限り復活できるＤ・ナイトを使って下し、真祖の力を得るものの、「怒りで我を忘れて人を殺した言い訳に正義の味方を名乗り始めただけ」と評される堂島には力を御せず、暴走してしまう。最後は善に討たれ、「誰かの命を守るために闘い続けるというのなら、涙は人を不安にさせる。笑顔を見せてやるといい」というアドバイスを遺した。

能力
万物両断
あらゆる物体の硬度を無視し切断を可能とする防御不可の剣を生成する。あらゆるものを切断する為か、剣自体も作中トップクラスの耐久性を誇っており、真祖の攻撃ですらも傷をつけることができない。
真祖や強固な装甲を持つ他のヴァンパイアすら紙切れ同然に切断できるが、唯一自身の能力で生成された万物両断の剣のみ破壊することができない。

他人の手に渡してもその効果を発揮する。同時に二本まで生成可能。

D・ナイト: 陽はまた昇る(サンライズ）
致命傷を受けても一度限り復活し全快出来る

加納 クレタ（かのう クレタ） / 加納 マルタ（かのう マルタ）
燦然党に所属するヴァンパイアの姉妹。魚型の分裂体操作による圧倒的な物量作戦を展開する。昼間は姉妹で洋服店を営んでいる。クレタは京児と接触して彼に殺意を抱く一方、マルタは善と接触して彼に好意を抱き、善を抱き込もうとする。後に妹のマルタは既に死亡しており、姉のクレタが分身体でマルタの人形を作り、一人芝居をしていることが判明した。京児との戦いで殺意を利用されて挑発に乗り、致命傷を負う。死の直前、善に対して「がんばってね」と伝えた。大量の分裂体を生み出して包囲殲滅するD・ナイトを使う。
芭藤 哲也（ばどう てつや）
長髪のヤクザの男性。片耳が欠損している。過酷な境遇で育った過去から、他者の幸福を踏みにじることに愉悦を感じるようになる。同じく貧困生活を送っていた健を気に入っていたが、彼の離反を受けて戦うことになる。変身体は金属製のムカデをモチーフとし、高火力の銃器を扱う。善、健、京児の連携により倒される。死の直前まで、無関係な民間人の殺戮を試みようとしていた。
立花 綺羅々（たちばな きらら）
健の元上司にあたる幹部の女性。容姿は完全にヤンキーではあるが、非常に部下想いの性格であり、民間人を巻き込むことに強い抵抗を示す。国会議員時代の日ノ元士郎に故郷を救ってもらったころから恩義を感じている。変身体はネコ科の猛獣に似ており、不可視の能力を使うとされる。

D・ナイト 虎拳(バグナウ)
超強力な猫騙し。広範囲の生物の意識を奪う。近距離で喰らわせるほど効果は高くなり、一般のヴァンパイア相手なら朝まで目を覚ますことはない。
猫騙しをモチーフとしているためか、壁や音波を用いることである程度相殺が可能である。
風見 涼（かざみ りょう）
文学的な言い回しを好むサイコパスの青年。戦闘能力が非常に高く、日ノ元家の人間ですら一蹴する。自信をこの世のバグと認識しており、羽化不全の蝶に例える。そのため拠り所となれる花を求め人を殺しその最期の言葉で心を震わせる。ほとんど万能に近い能力を持つ反面、その変身体は脆弱。また、同性愛者であり、自分と同じく社会的な規範とは外れた性質の持ち主であると目される京児に強い関心を抱く。

能力
掌握(コントロール）
他を掌握する発光する蝶を生成する能力。汎用性が非常に高く、直接攻撃だけでなく記憶介入やヴァンパイアを含む生命体/死体を操作する、体内に入り込み視界を塞ぐ、レーダーに対するチャフ、読み取った記憶の映像表示、広範囲にわたる索敵の手段としても使用できる。

D・ナイト
完全掌握(I have)
その身体を隅々まで理解した者（作中だと葵洸）に限られるが、遠隔から能力を強制的かつ任意的に操り、くわえてその身体の一部や能力を取り込むことで、前述した肉体の脆弱さを克服した強化形態、掌握態に変身可能。
完全掌握した相手の肉体を使用し自身の装甲、欠損部位すら修復可能。
さらに完全掌握した相手に強制的にD・ナイトを発動させられることができる。尚、発動するD・ナイト及び能力は使用者である風見に適した能力へと変化している。

葵 洸（あおい こう）
眼鏡をかけた、控えめで内気な雰囲気の少女。非常に臆病だが、その一方でプライドが高く、他人の失敗を見て嘲笑する一面がある。同級生からいじめを受けていたが、ヴァンパイアの能力を得た直後に全員を殺害している。変身体は巨大な土偶に類似し、テレポート能力を持つ。イケメン好きで、風見と肉体関係を持ち、精神的にも依存しきっているが、あくまで本人からは便利な駒としか思われていない。人員移送の面では他の追随を許さない性能を持つ。
「招来跳躍」というD・ナイトで、複数の燦然党員を一か所に呼び集めた。
北ノ城 篤（きたのじょう あつし）
芭藤の後任として幹部に出世した男。使い走りとしてこき使われていた過去を持つ。ヴァンパイアの能力を得て、自分を見下していた者たちを殺戮した後、燦然党にスカウトされて入党する。変身体はハエをモチーフとしており、触れた対象者を任意のタイミングで爆破し、毒ガスを噴出する媒体にする能力を持つ。のし上がる野心を抱き、立花を襲って下半身を吹き飛ばした。日ノ元からは使い捨ての駒としか思われておらず、最後には用済みとされ、日ノ元が放った光線に巻き込まれ消滅したかに思えたが、自身の体をガス化するD・ナイトを使えるようになった為、それにより生き延びた。D・ナイトは自身の体をガス化し、相手に吸わせ爆破し攻撃する「蝿の王（ベルゼブル）」を使う。
葛（かずら）
日ノ元家に長年使える老齢の男性。日ノ元士郎を坊ちゃんと呼ぶ。明の母や明を嫌っており、幼少期の明に武術指導の建前で虐待していたため、明からも憎まれている。重い病に冒されており、昼間は寝たきりの状態になっている。ヴァンパイアは細身でスーツを着用したような外見をしており、体の至る部分を鋭い針や紐状に伸ばし、操作することができる。「刻死縛絲（こくしばくし）」というD・ナイトを使用する。
かつてはたゆまぬ修練を積み、それによって得た自身の武を誇っていたが、日ノ元の先代に敗北して以降は彼に仕えて道をともにした。二人の勝敗をわけたのは品種改良された日ノ元の血に依るものだと当人は考えており、そして長い間彼に仕える中で日ノ元の血に対する劣等感はますます積み重なり、積み上がったコンプレックスは、士郎の祖父に託された、一族の中でも傑出した日ノ元士郎を生育することへと昇華される。その結果、士郎のことを「私の最高傑作」と嘯いて執着するようになる。そしてそんな士郎と交わった血筋だけが取り柄の明の母親を嫌い、父である士郎の真似事をする凡愚の明を自分と重ね合わせ、それ以上に嫌っていた。明を傷つけたことから放逐するべきだと周りの一族に提言されても、士郎に親同然の存在だと内心思われていることを理由に拒否されたり、葛自身も、どれだけ鍛えても工作員以外の道が待っていない幼い頃の士郎の将来を案じてはいた。さらには明の母親を殺したのは葛であらことが明らかになるが、それははじめての変身からくる暴走が原因の事故だった。最後は明に致命傷を負わされるも、執念だけでD・ナイトを発動させて相打ちに持ち込む。母を殺したことを知っていながら怒りを見せず、自分が捨てたはずの武を駆使し、公人として振る舞おうとする明の姿に思うところがあったのか、死の間際まで士郎の勝利に貢献しようとするものの、あれだけ殺そうとしていた明の命は奪わなかった。
日ノ元 軍司（ひのもと ぐんじ）
日ノ元一族の一人で眼帯をした男性で明の叔父。燦然党員の中でトップクラスの実力を持ち、作中では真祖同士の戦いに唯一介入できるヴァンパイアとされている。ドミノ曰く、「この時代の最強の並のヴァンパイア」との事。変身体は鎧武者のような外見で両手に刀を持つ。自身に向けられた攻撃を反射する能力（ただしほんの一瞬の時間だけしか反射出来ない）を持ち、D・ナイトは「天軍ノ剣（てんぐんのけん）」というあらゆる攻撃を反射する効果を持つ斬撃を飛ばすもの。

### ゴールデン・パーム
ユーベン・ペンバートン
真祖の一人である長髪の男性。中世に生まれた農奴であったが、実父を殺害し、その後は君主に取り入ることで出世を果たし、一国の王にまで上り詰めた。部下の裏切りに遭って死を迎えようとしていたところをゴアに救われ、真祖に覚醒する。現代で復活してからは大富豪となり、ゴールデン・パームを起業し、成金趣味丸出しの豪邸に暮らし、金に飽かせて優秀な部下を囲っている。変身体は金色の甲冑を纏った人型で、対象を金で拘束する、金の防壁や武具を作るといった、日ノ元曰くありがちな物質操作能力者。真祖との戦いに勝つために数十年を剣の鍛錬に費やし、加えて周到な準備を推し進めていたが、真祖のスペックに対して戦闘のセンスや能力の使い方、閃きは凡人同然であり、燦然党との決戦では戦いの天才である日ノ元士郎に優位に立たれてしまう。ドミノから得た切り札であるRe・ベイキングを使ったことで逆転して攻勢に出るものの、あと一歩まで追い詰めたところで、葵のD・ナイト「招来跳躍」で集結した燦然党本隊の精鋭たちのD・ナイトを一斉に受け、重傷を負う。そのまま孤軍となった状態で奮闘するものの、最後は日ノ元士郎にとどめを刺されて死亡した。飢えを憎み、自分の国からそれを無くすために士郎以上の虐殺に手を染めた過去がある。しかし、舞台が現代になり、確実に豊かになりつつある世界に生きていく中で過去あった闘争心を失ってしまい、日ノ元士郎には、「勝利への飢えが足らないから敗けた」と言われた。また、能力で操っている金色の物質の正体は麦穂であり、真祖としては人々が飢えない世界を望むなど、見かけのわりに慎ましい理想の持ち主。死後には金で雇っていたはずの社員のほとんどが決死隊同然となってユーベンの敵討ちに挑み、結果としてドミノの勝利に大きく貢献した。
火防 郷（ひぶせ ごう）
ユーベンの片腕を務める大柄な男性。傭兵を生業としており、陽気に振る舞っているが、実際にはゴールデン・パームとチームドミノの同盟を単なるビジネスと見ている。実際、ユーベン死亡後は自分を売り込み、燦然党に鞍替えし、日ノ元が敗北するやいなやエデンに乗り換える。拝金主義なようでいて、ユーベンが敗退した時に自分の力不足で勝たせることができなかったことを詫びたり、ドミノや士郎よりもユーベンが王になるべきだったと漏らすなど、金でつながっていた関係であっても、それなり以上には慕っていた模様。善のことを「気持ち悪い」と思っており、人格に根ざすはずの能力が「殺した死体の皮を真似、形を歪めて纏う」と評している。他にも善にはいくつもの違和感を感じ取っており、その正体が何かまではわかってはいないものの、あまたの死線を乗り越えた経験から、模倣生物としての善の本質を感じ取る勘の良さを持つ。火器を生成し操る能力を待ち、ミサイルなどの大量破壊兵器を一度に放つD・ナイト「W・M・D（ウェポンズオブ・マス・デストラクション）」を使用する。
水波 魚月（みなみ なつき）
海洋学者の女性。京児と同じ大学で博士号を取得したため、彼の先輩にあたる。初対面で京児と戦闘した際に、彼の残虐性と電撃攻撃に苦しみ、御前試合の件とあわせて彼を嫌悪している。一方で、善を良識ある若者として非常に気に入っている。水を操る能力を持ち、海辺では無類の強さを誇る。D・ナイトは真祖の攻撃にすら耐える「九竜（ハイドラ）」という防御型のものを使う。水波は偽名であり、本名は津川麻耶。ユーベン亡き後にドミノにその本名を明かし、生還できる可能性は絶望的と知っていながら、決死隊の一員として日ノ元士郎への足止めを行い、身体の左半分を消し飛ばされながらもドミノがRe:ベイキングできるまでの時間を稼いだ。酒癖が悪い。
阿久津 潤（あくつ じゅん）
善や健と同い年の寡黙なヴァンパイアの青年。貧乏な家庭の出であり、実家のあばら屋の裏手にはゴミ山があり、さらにはそれを漁るカラスの鳴き声でやかましく、父親はチンピラ上がりのショボい漁師で、記憶にある母親はいつも泣いており、兄たちとは食べ物を巡っていつも喧嘩していた。裏のゴミ溜めから生活物資を漁り、それを馬鹿にする周りの人間とは衝突が絶えず毎日喧嘩ばかりしていた。やがてその威勢の良さをヤクザに見そめられるが、そこでもトラブルを起こし、勧誘にきたヤクザを殺して犯罪者になってしまう。カラスをモチーフとした変身体で、羽を飛ばし、その羽が付着した対象の質量を増大させる能力を持つ。広島東洋カープのファンであり、過去の境遇も似ているということで健とは打ち解ける。善に対しては、生育環境の違いや、戦争に参加する動機が理解できないという理由で敵意を剥き出しにしていたが、御前試合で激戦を繰り広げたのちに和解した。燦然党戦にて、あくまでも賠償金の返済のために働いていたというゴールデンパームで、しかし、ユーベンを始めとし、弟のように世話を焼いてくれた水波たちの顔が浮かび、彼らを助けるために七原とともに日ノ元士郎へ特攻を仕掛けて死亡した。接触した相手の思考速度を1/60にするD・ナイト「無限降下」を使う。
蟻塚 勤（ありつか　つとむ）
ゴールデンパームの社員であり、前職は不動産の営業マン。ワーカーホリックの気があり、血尿が出るまで働くその姿勢は他の社員からもドン引きされている。ビジネスマナーや上下関係には厳しいが、人生の先輩として、後輩たちの良き手本になろうと務める一面もある。偽名の由来通りの蟻に似た変身体であり、能力は小型化。身体能力や身体の強度を保ったまま小型化することができるが、強い衝撃を受けると能力が解除されてしまう。他にはなんでも溶かす酸を身体中から噴出することができる。
善に敗北したことや、燦然党相手に苦戦して仲間に負担をかけてしまっていること、また求められている役割の大きさを比較し、前職でも後輩に営業成績をあっさりと抜かれてしまった過去と合わせて、自分を善やほかの人間とは比較にもならない小さな歯車だと自嘲する。民間人を助ける作戦に従事していたところを半狂乱になった堂島に心臓を傷つけられながらも、より多くの民間人を助けることのできる善を堂島から引き離し、自分のことを代えの効く、誰であっても同じことが務まる存在であるとしながらも、「だが最期まで回るぞ」と言い残して自爆する。
原須 吉男（はらす　よしお）
痴漢冤罪（冤罪かどうかは諸説あり）で前職をクビになり、妻子を失った過去を持つ。ラバーフェチかつセクハラ親父であり、水波を始めとするゴールデンパームの女性社員から嫌い抜かれている。ユーベンの理想とする社会は風紀の乱れの定義がけっこう緩いという一心で彼に協力している。おまけに変身体は豚の姿で、ドミノ曰く変態にしか発現しないという催眠能力まで持つ。全身がねばついた粘着質の液体に覆われており、打撃が効きにくい。
霧島 槙尾（きりしま まきお）
女性警察官。強い正義感を持って仕事をしていたが、どうしても倒すことのできない巨悪に絶望していたところ、ヴァンパイアとして覚醒し、そこをユーベンに拾われた。燦然党にスパイとして侵入し、堂島正とコンタクトを取る。変身体は影をモチーフとし、生物の影に潜航し、分身で堂島と連絡をとるなどの能力を持つ。燦然党の情報を入手した後、分身を自爆させて堂島の抹殺を試みた。その際、葛に追われるが、すんでのところを生き延びた堂島に救われる。しかし、それはドミノを油断させて出し抜くためのポーズであり、堂島にゴールデン・パームの情報を引き出されたのちに殺される。

### その他の重要人物
狩野 京介（かりの きょうすけ）
善の親友にして、京児の弟。並の人間には負けない腕力を持っていたが、善に目を付けたヴァンパイアに全身の肉を毟られ絶命した。彼の死は善をヴァンパイアに覚醒させる原動力となったほか、京児の創血式にも姿を現した。
繱 シスカ（あさつき シスカ）
善が幼少期に入院した病院で出会った少女。病弱ゆえにいまだ入院しており、善や堂島正から気にかけられている。善の心の支えとなっており、堂島も彼女のために燦然党に反旗を翻した。
ゴア
ヴァンパイアの現王。各国首脳を秘密裏に支配下に置き、人類社会を牛耳る存在。ヴェスヴィオや富士山といった火山活動により覚醒したヴァンパイアが戦って勝ち残り、彼と対決して勝利すれば次代の王に就任できる。世界に3人の真祖を出現させた存在でもある。
地球の内側の炎を越えて、海の底から来たとされる存在であり、遥かな昔から人類を支配する王であった。少なくとも王であった時代は民を愛し、ゴアのようになりたいと望む者には力と、火山灰を降らして兵を与え、ゴアの心臓を喰らったものに全てを与えようとしていた。しかし、今の闘争を忘れた人類を腐り切っていると断じ、自ら粛清に乗り出した。地殻運動を操り、都市を一瞬で消しとばし、核の炎を浴びても即座に復活することができる。

## 派生作品
2018年9月19日に第5巻が発売されたことを記念して、本作のノベライズ4作がリリースされた。狩野兄弟を描いた『灰かぶりの兄貴』、佐神善と堂島正に焦点を当てた『よどみのない灰色』、加納姉妹をテーマとする『灰かぶらない人魚』、そしてドミノの『白と黒の女王』が小冊子として、第1巻から第4巻までの購入特典とされた。
2019年9月20日からは、漫画アプリマンガワンで今慈ムジナによる本作のノベライズ『血と灰の女王—善悪の彼岸—』が公開され、2020年1月17日にはガガガブックスより刊行された。

## 評価
「次にくるマンガ大賞2018」のWeb部門で7位を獲得した。応援ランキングの順位からも、裏サンデーの看板作品に位置付けられている。